# Dzień Szakala (powieść)
Dzień Szakala (oryg. The Day of the Jackal) – powieść sensacyjna brytyjskiego pisarza Fredericka Forsytha z roku 1971. W 1972 roku została wyróżniona Edgar Award w kategorii „najlepsza powieść” przez Mystery Writers of America, a w 2003 w sondażu BBC na najpoczytniejsze książki XX wieku znalazła się na 109. pozycji.

## Treść
Akcja powieści rozgrywa się we Francji w latach 1963–1964. Grupa zamachowców z OAS po kolejnym nieudanym zamachu na prezydenta Charles’a de Gaulle’a postanawia wynająć zawodowego zabójcę, by ten ostatecznie zlikwidował prezydenta. Zabójcą tym jest Anglik posługujący się pseudonimem „Szakal” (z franc. Chacal). Informacja o możliwym zamachu dociera do francuskiej policji, do schwytania zabójcy zostaje wyznaczony komisarz Claude Lebel.
Forsyth odwrócił tradycyjny schemat powieści sensacyjnej, zmierzającej na ogół do niewiadomego zakończenia – wiadomo, że nie doszło do zamachu na de Gaulle’a w 1964 roku. Utwór, podzielony na trzy części: „Anatomia spisku”, „Anatomia pościgu” i „Anatomia mordu”, drobiazgowo przedstawia przygotowania do zamachu, sposoby zdobycia oraz przemytu broni i fałszywych dokumentów (w 2003 roku zmieniono brytyjskie prawo, uniemożliwiając otrzymanie fałszywego paszportu w sposób opisany w powieści) przez zamachowca, wreszcie działanie francuskiej machiny policyjnej i wywiadowczej oraz mechanizm śledztwa i policyjnej obławy na zamachowca.
Rządy de Gaulle’a są odmalowane przez autora w pozytywnym świetle, jednak autor obiektywnie opisuje funkcjonujące we Francji elementy państwa autorytarnego i policyjnego.

## Nawiązania
Pseudonim „Szakal” nadany przez prasę wenezuelskiemu terroryście znanemu także jako Carlos (właściwe nazwisko: Ilich Ramírez Sánchez) był inspirowany powieścią Dzień Szakala.
W 1990 roku w Polsce ukazał się sequel Dnia Szakala pt. Powrót Szakala, napisany pod pseudonimem Jack Oakley przez Jacka Dąbałę (wydawnictwo TPH, Warszawa 1990), w nocie wydawcy książka ta była przedstawiona jako napisana za zezwoleniem Fredericka Forsytha.
Aluzją do powieści Dzień szakala jest pseudonim „Szakal” używany przez płatnego zabójcę (Peter J. Lucas) w filmie komediowo-sensacyjnym Kiler-ów 2-óch Juliusza Machulskiego.

## Ekranizacje powieści
- Dzień Szakala (1973)
- Szakal (1997)
- Dzień Szakala (2024)